# Langes Wasser (Hoyerswerdaer Schwarzwasser)
Das Lange Wasser, obersorbisch Dołha woda, ist ein kleiner Fluss im sächsischen Landkreis Bautzen, der nördlich Pietzschwitz, direkt an der Autobahnbrücke der A 4 in das Schwarzwasser mündet. Damit gehört das Lange Wasser in letzter Instanz zum Einzugsgebiet der Elbe.

## Geographie

### Quellgebiet
Das Lange Wasser vereinigt etwas nördlich von Diehmen (Doberschau-Gaußig) drei Bäche, die alle als Quellbäche angesehen werden können.
Der erste entspringt westlich des Großen Picho bei Wilthen auf etwa 355 m ü. NN und folgt in einem Bogen dem Gefälle nach Norden. Nach rund 2,6 km durchfließt dieser Bach den Diehmener Ortskern und nach etwa 3,25 km erfolgt die rechtsseitige Einmündung des zweiten Quellbaches. Hier trägt das Gewässer bereits den Namen Langes Wasser.
Der zweite Quellbach entspringt an der Westflanke des Großen Picho auf etwa 375 m ü. NN, durchquert nach ca. 1,8 km die S 119 in Nähe des ehemaligen Gasthauses Postschänke. Die Vereinigung mit dem ersten Quellbach findet nach ungefähr 2,15 km unmittelbar vor der Straßenbrücke der S 118 statt. Nach 950 m vereinigten Fließens erfolgt die Einmündung des dritten Quellbachs.
Dieser dritte, der eigentliche Quellbach, entspringt in Arnsdorfer Gemarkung an den nordöstlichen Hängen des Großen Picho auf gut 400 m ü. NN und trägt dort bereits den Namen Langes Wasser. Der Bach fließt in nordwestliche Richtung durch Arnsdorf (1,1 km). In der Ortslage Arnsdorf werden 5 Teiche gespeist. Er speist zudem auch mit einem Abzweig in Nähe des Arnsdorfer Parks den Zulauf des Mühlteiches der Arnsdorfer Mühle. Nachher fließt er weiter nach Dretschen (2,65 km) und vorbei an der „Pappmühle“. Seine Mündung in die beiden vereinigten Bäche liegt ca. 4,0 km von der Quelle entfernt und etwa 262 m ü. NN, in Nähe der Diehmener Mühle. Ab hier ist spätestens vom Langen Wasser zu sprechen. Die von hier am weitesten entfernte Quelle ist mit rund 4,25 km die des ersten Quellbaches. Sie wird im Folgenden als Nullpunkt für die Entfernungsangaben benutzt.

### Verlauf

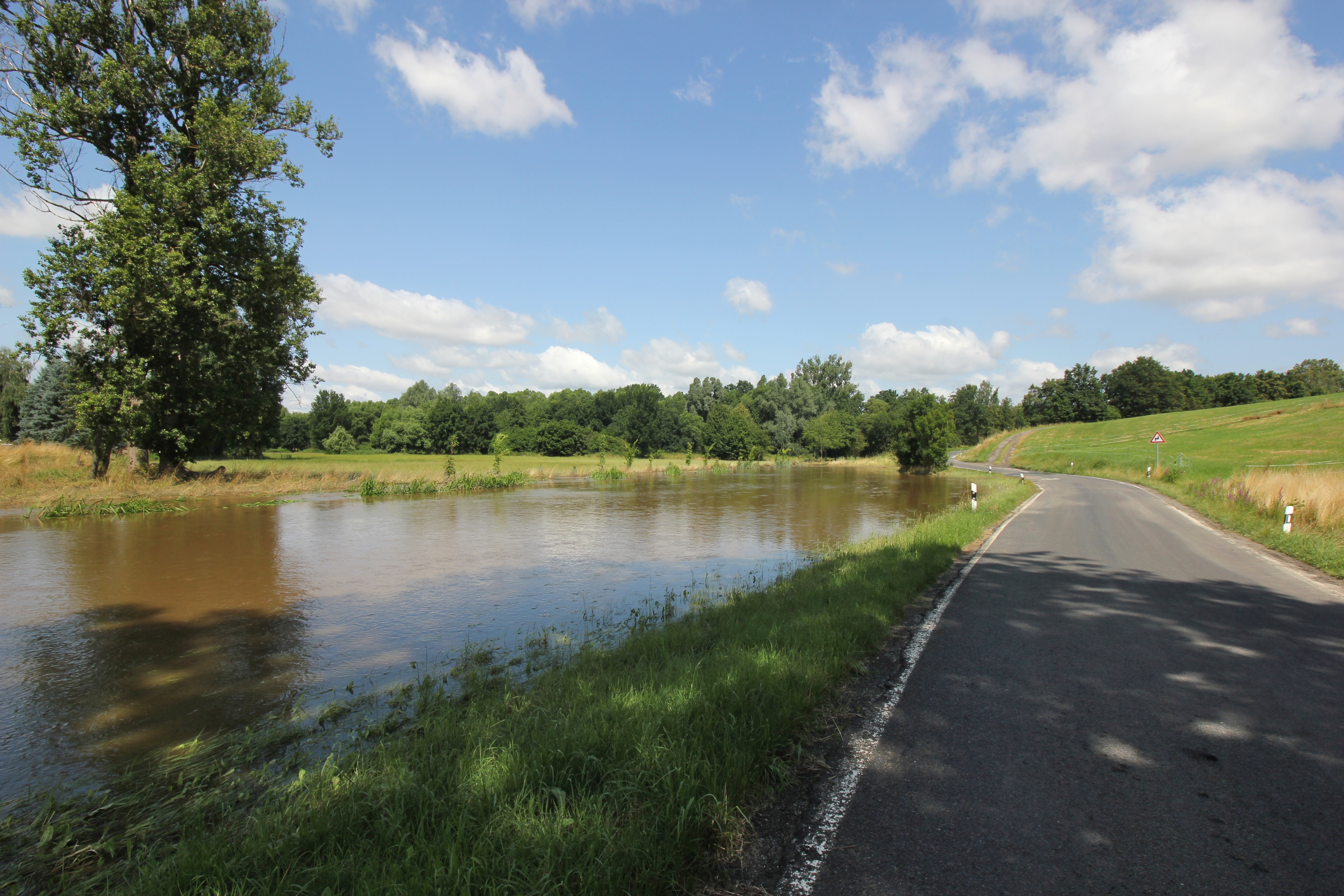
Das Lange Wasser in Pietzschwitz bei Hochwasser (Pegelstand etwa 150 cm)

Das Lange Wasser fließt nun in nördlicher Richtung durch Katschwitz (5,2 km), Brösang – wo das Gaußiger Wasser einmündet (7,35 km), Kleinseitschen und Seitschen (8,6 km bzw. 9,1 km). Nach 10,9 km wird es in einem 30 ha großen Rückhaltebecken angestaut und durchfließt nach rund 12,1 km Göda. Danach folgen Dahren (14,1 km), Pietzschwitz (15,9 km) und schließlich die Mündung in das Schwarzwasser nach ca. 16,35 km als Vorfluter.